# 圣维多利亚-达尔巴
圣维多利亚-达尔巴（義大利語：Santa Vittoria d'Alba），是意大利库内奥省的一个市镇。总面积10平方公里，人口2746人，人口密度274.6人/平方公里（2009年）。ISTAT代码为004212。

## 友好城市
- 法國韦尔斯蓬迪加尔 1973年